# Timber Toppers
Timber Toppers ist ein US-amerikanischer Kurzfilm von Tom Cummiskey aus dem Jahr 1938. Der Film erhielt am 25. Oktober 1938 einen Copyright-Eintrag.

## Handlung
Der Film erschien als Teil der Reihe Sports Review und zeigt im Stil einer Wochenschau Szenen aus dem Pferdesport. Reiter und Pferde werden beim Springreiten gezeigt, zudem erhält der Zuschauer einen Blick hinter die Kulissen und erlebt ein Training der Springreiter. Sprecher im Film ist Ed Thorgensen.

## Auszeichnungen
Timber Toppers wurde 1939 für einen Oscar in der Kategorie „Bester Kurzfilm (eine Filmrolle)“ nominiert, konnte sich jedoch nicht gegen That Mothers Might Live durchsetzen.